# 将军大道
将军大道是南京市江宁区的一条重要南北向主干道，北起秦淮新河与花神大道交界处，南至禄口机场西门，全长约27公里，双向六车道，设计时速70公里/小时。作为南京主城区与江宁区、禄口国际机场的重要连接线，将军大道不仅是江宁区的交通主动脉，也是南京都市圈的重要通道之一。

## 历史沿革

### 命名与早期建设
将军大道最初名为“将军路”，因其位于将军山脚下而得名。早期全长21公里，是江宁区连接南京主城区的重要道路。
2009年，将军大道南延工程完工，道路延伸至禄口国际机场，全长达到27公里，成为南京主城区通往机场的第二通道。
改造与升级：
2016年，将军大道南延工程进一步推进，连接宁高新通道，解决了“断头路”问题，为禄口、横溪等沿线社区居民提供了便利。

## 地理位置与路线
将军大道位于南京市江宁区，北接花神大道，南至禄口机场西门，与东侧的机场高速平行。
沿线经过铁心桥、江宁经济开发区、空港工业园等重要区域，是南京西南部的重要交通干线。

## 功能与意义

### 交通功能
将军大道是南京主城区与江宁区、禄口国际机场的重要连接线，承担着大量的客货运输任务。
作为126省道的一部分，将军大道还承担着禄口国际机场集疏运功能，是南京都市圈的重要通道。

### 经济与社会价值
将军大道沿线分布着中国（南京）软件谷、江宁经济开发区等重要产业园区，对区域经济发展和产业升级具有重要支撑作用。
该道路的改扩建进一步提升了南京与安徽的省际交通联系，促进了南京都市圈的辐射力和区域一体化发展。

## 未来发展

### 智慧交通与生态建设
未来，将军大道将结合智慧交通技术，提升道路管理和通行效率。
沿线生态保护和景观建设也将成为重点，打造绿色交通走廊，服务区域旅游开发和生态都市建设。

### 区域一体化
随着南京都市圈的扩展，将军大道将继续发挥其连接主城区与江宁区、禄口国际机场的重要作用，进一步推动区域经济和社会发展。